# Uranerzaufbereitungsanlage Ellweiler

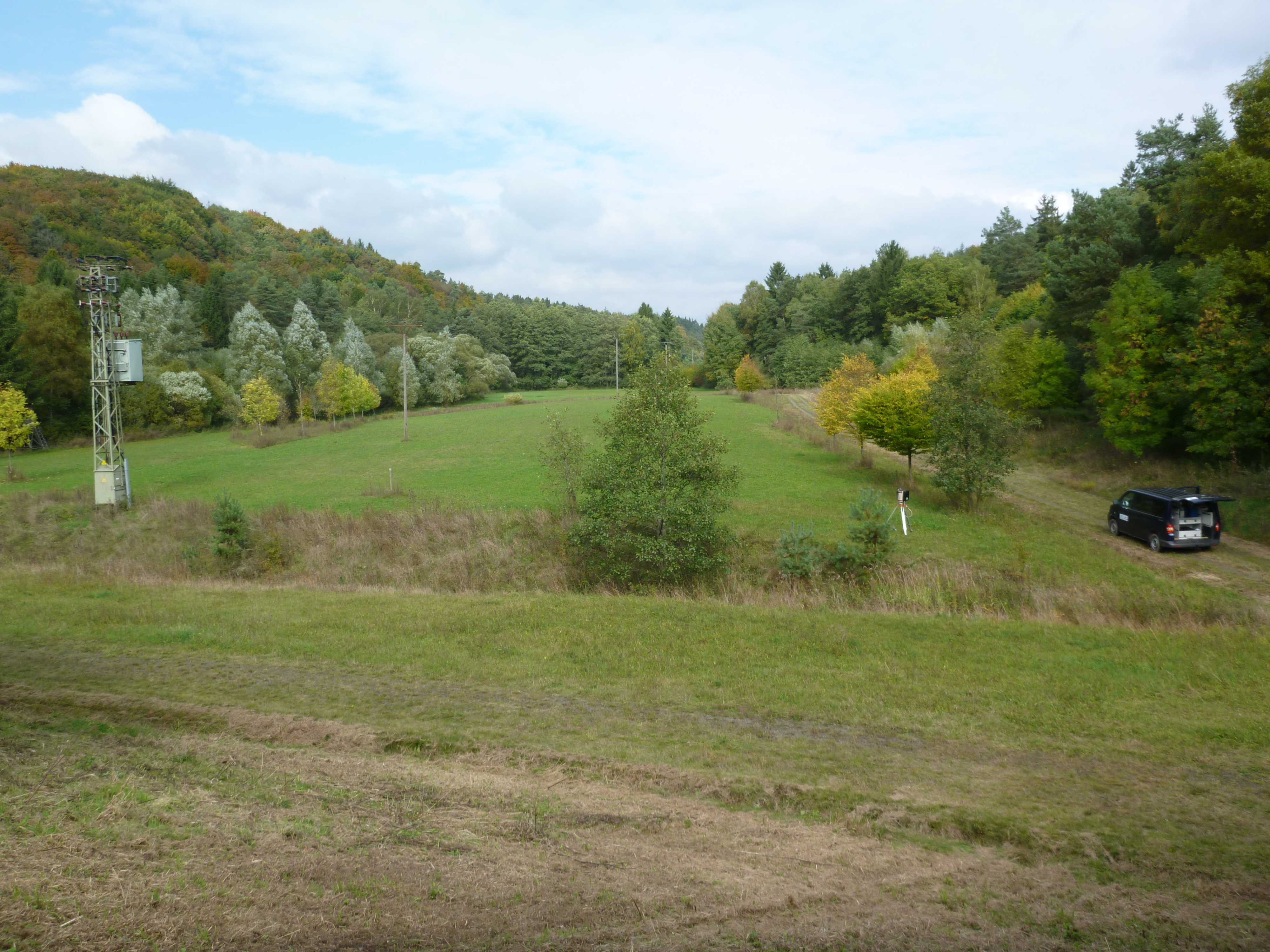
Blick von einer der beiden verbliebenen Halden auf das ehemalige Werksgelände

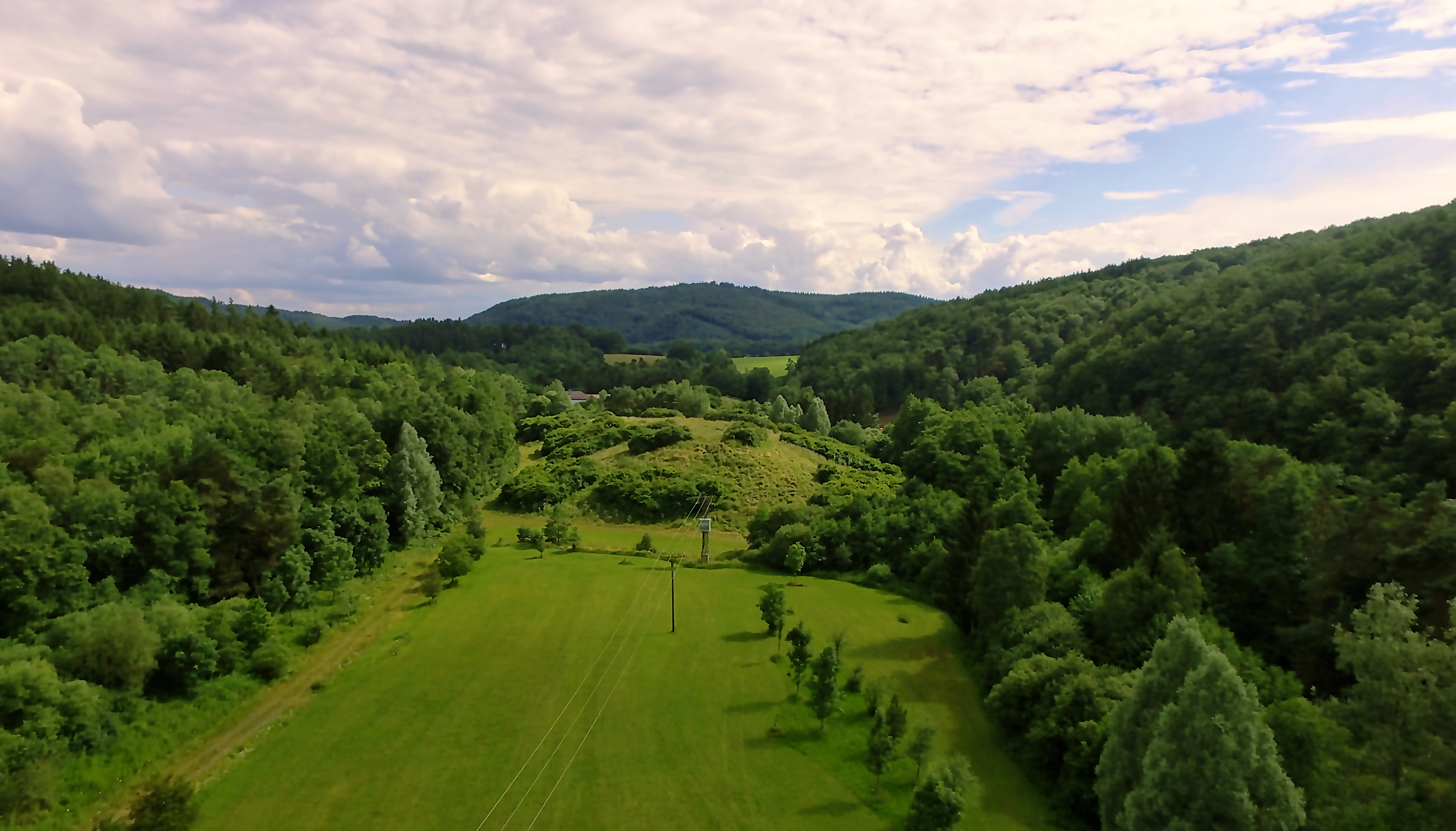
Blick auf die Halde, im Hintergrund der Umweltcampus Birkenfeld

Die Uranerzaufbereitungsanlage Ellweiler wurde ab 1958 als Versuchsanlage der Bundesrepublik Deutschland zur Herstellung des Urankonzentrats Yellow Cake errichtet. Die Inbetriebnahme im rheinland-pfälzischen Ellweiler erfolgte 1961. Später wurde der Betrieb als private GmbH der Betreibergesellschaft Gewerkschaft Brunhilde fortgeführt.
Von 1958 bis 1967 erfolgte am „Bühlskopf“, nördlich von Ellweiler, eine Gewinnung von Uranerzen im Tagebau (⊙). In größeren Mengen wurden auch Erze aus dem firmeneigenen Prospektionsbergwerk Grube Krunkelbach im Schwarzwald verarbeitet, es wurden aber auch Abfallstoffe wie kontaminierter Bauschutt und Erde aus dem Abriss der Hanauer Brennelementefabrik von Nukem behandelt. Die Betreibergesellschaft Gewerkschaft Brunhilde musste den Betrieb 1989 wegen Überschreitung zulässiger Grenzwerte der Radonabgabe der Abraumhalden einstellen und meldete infolgedessen Konkurs an. Das Betriebsgelände wurde von 1990 bis 2000 saniert.